# 치프 키프
키스 파렐 코자르트(Keith Farrelle Cozart, 1995년 8월 15일 ~), 무대 예명 치프 키프(Chief Keef)로 알려져 있는 그는 미국의 래퍼이다. 그의 음악은 2010년대 초반 시카고 사우스 사이드(Chicago's South Side)의 고등학생들 사이에서 처음으로 인기를 얻었다. 2012년, 그의 인기 있는 로컬 싱글 "I Don't Like"는 미국 래퍼 카니예 웨스트에 의해 리믹스되어 빌보드 랩 탑 20에 진입했고, 치프 키프의 인지도를 더욱 높였다. 주요 레이블 간의 입찰 전쟁은 치프 키프가 인터스코프와 계약을 맺는 결과를 낳았다. 2012년 12월 데뷔 음반 《Finally Rich》가 발매되었고, 싱글 "I Don't Like"와 "Love Sosa"가 수록되어 시카고 랩의 서브 장르를 대중화시켰다.
치프 키프는 무기 소지 혐의, 가택연금 선고, 시카고 당국에 의해 부과된 공연 금지 등 그의 경력 동안 진행 중인 법적 문제에 직면했다. 2014년 말 인터스코프에서 하차되어 1017 레코드와 계약을 맺었지만, 그는 자신의 레이블 글로우 갱을 통해 자체 발매 프로젝트를 계속했다. 이는 다음 음반을 포함한다: Nobody (2014), Back from the Dead 2 (2014), Bang 3 (2015), 그리고 Thot Breaker (2017)이다.
2010년대 후반을 기점으로 비평가들은 치프 키프의 음악이 다른 아티스트들에게 미치는 영향에 주목하면서 치프 키프를 시카고 랩의 창시자로 지목했다.

## 인생과 경력

### 어린 시절 (1995–2010)
치프 키프는 키스 파렐 코자르트(Keith Farrelle Cozart)라는 이름으로 일리노이주, 시카고에서 15세의 미혼녀인 롤리타 카터(Lolita Carter) 사이에서 태어났다.그의 이름은 "빅 키프"(Big Keef)로 알려진 사망한 삼촌 키스 카터(Keith Carter)의 이름을 따서 지어졌다. 그는 워싱턴 파크(Washington Park) 근처에 위치한 파크웨이 가든 홈스(Parkway Garden Homes)에서 살았다.
치프 키프는 친아버지인 알폰소 코자르트(Alfonso Cozart)와 사이가 틀어졌다. 그가 미성년자였을 때부터 말이다. 그의 법적 보호자는 시카고에서 함께 살았던 할머니였다. 그는 다섯 살 때 어머니의 노래방 기계와 그의 음악을 녹음하기 위한 테이프를 사용하여 랩을 시작했다. 어린 시절, 치프 키프는 덜레스 (Dulles) 초등학교와 치료 주간 학교인 배너(Banner) 스쿨을 다녔다. 그는 15살에 고등학교를 중퇴했다.

### 초창기,Finally Rich, 그리고 후속 믹스테이프 (2011–2013)

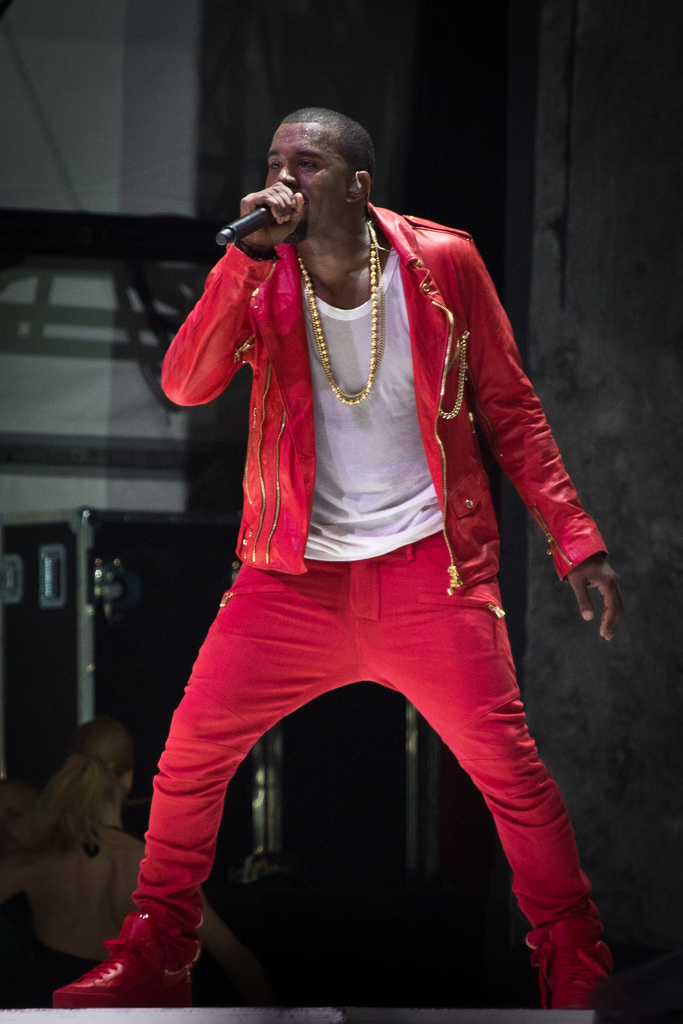
같은 시카고 출신인 카니예 웨스트(사진)가 치프 키프의 싱글 "I Don't Like:를 리믹스해 인지도를 높였다.

2011년, 치프 키프는 믹스테이프 "The Glory Road and Bang"으로 시카고의 사우스사이드 커뮤니티로부터 처음으로 지역적인 관심을 끌었다. 12월, 그는 시카고의 워싱턴 파크 근처에서 그의 차에서 총을 쏜 혐의로 체포되었다. 그는 할머니 댁에서 30일 동안 가택 연금되었고, 그 후 30일 동안 또 다른 가택 연금을 받게 되었다. 가택연금 중인 그는 자신의 유튜브 계정에 시카고의 힙합 서브장르의 선구장르인 드릴에 관련된 여러 개의 동영상을 올렸다.
치프 키프의 노래 "I Don't Like"는 시카고에서 히트를 쳤다. 한 지역의 정당 홍보 담당자는 이 노래를 "흑인이 여기 있는 모든 것을 싫어하기 때문에 완벽한 시카고의 노래"라고 불렀다. 이는 카니예 웨스트의 관심을 끌었고, 그는 래퍼 푸샤 T(Pusha T), 자다키스(Jadakiss), 빅 신(Big Sean)과 함께 이 곡을 리믹스했다. 그 결과, 키프는 무명을 벗어나게 된다.
2012년 여름, 치프 키프는 영 지지(Young Jezzy)의 CTE 월드와 계약을 희망하는 음반사들 사이에서 입찰 전쟁의 대상이 되었다. 2012년은 그의 음악적 성과 면에서 상대적으로 조용한 해로 증명되었지만, 치프 키프는 인터스코프 레코드와 계약을 맺으면서 한 해를 시작했다. 별도의 거래에서 그는 자신의 레이블인 글로리 보이즈 엔터테인먼트(Glory Boyz Entertainment, GBE).와의 각인을 약속받았다. 이 거래는 3개의 음반 레이아웃에 대해 6백만 달러의 가치가 있었고, GBE를 설립하기 위해 추가로 440,000 달러를 선불했다.
2012년 12월 18일 발매된 치프 키프의 데뷔 앨범 "Finally Rich"가 2013년 12월까지 250,000장의 판매에 실패했을 경우 인터스코프는 계약을 철회할 수 있는 권리를 부여했다. 이 음반의 주요 게스트로는 래퍼 50 센트, 위즈 칼리파, 영 지지, 릭 로스, 그리고 그의 동료 글로리 보이즈 멤버 릴 리스(Lil Reese) 등이 있다. 2013년 5월, 그는 1017 브릭 스쿼드 레코드와 계약을 맺었다.
2013년 6월 18일 발매된 카니예 웨스트의 음반 "Yeezus"의 다섯 번째 트랙에 치프 키프가 등장한다. 이 곡에 대한 치프 키프의 공헌은 뮤지션 루 리드(Lou Reed)에 의해 칭찬받았는데, 그는 곡 "Hold My Liquor"라는 곡은 그저 가슴 아프도록 슬픈 곡일 뿐이고, 특히 이러한 감성이 어디에서 오는 것인지 모르겠네요. – 치프 키프와 같은 터프한 남자의 믿을 수 없을 정도로 가슴 아픈 훅을 들어보세요, 와우" 라고 말했다.
2013년 8월 15일, 그의 18번째 생일날, 치프 키프는 믹스테이프 "Bang, Pt. 2"를 발표하며 축하를 열었다.데뷔 앨범에 이은 첫 번째 프로젝트로 큰 기대를 모았으나 엇갈린 비판과 부정적인 반응을 얻었다.2013년 10월 12일, 또 다른 믹스테이프인 올마이티 소사(Almighty Sosa)가 발매되었다. 믹스테이프 "Bang, Pt. 2"처럼, 올마이티 소사(Almighty Sosa)는 부정적인 평가와 엇갈린 평가를 받았다. 2013년 10월 감옥에서 복역한 후, 그는 두 번째 스튜디오 음반과 그의 생애에 관한 영화 작업을 시작했다.

### Nobody,Bang 3(2014–2016)
치프 키프는 2014년에 그의 음악을 프로듀싱하는 작업을 시작했다. 더 페이더(The Fader)의 미건 가비(Meaghan Garvey)는 래퍼가 "항상 의미보다 분위기에 더 관심을 가져왔고, 제작은 성가신 구문에 얽매이지 않고 분위기를 만드는 그의 가장 효율적인 도구"이기 때문에 이것이 적합하다고 언급했다. 1월에, 치프 키프는 그가 "Bang 3"라는 제목의 새로운 믹스테이프를 작업하고 있다고 발표했다.  지난 2월, 그는 다가오는 믹스테이프 백 프롬 더 데드 2(Back From The Dead 2)의 커버 아트를 공개했는데, 이는 비평가들로부터 호평을 받은 믹스테이프 백 프롬 더 데드(Back From The Dead)의 속편이다. 2월 동안, 키프는 자신의 두 믹스테이프 프로젝트인 "Bang Pt. 2" 와 "Almighty Sosa"에 대해서 그의 이전의 마약성 음료 린(lean)의 중독과 나쁜 믹싱이 질 좋은 음악의 부족에 좋지 않은 영향을 미쳤고, 두 프로젝트 모두 실망했다고 말했다.
2014년 2월, 그는 두 번째 정규 앨범인 "Bang 3"에 앞서 예고편으로 EP를 발표했다.다음 날, 프레도 산타나(Fredo Santana)는 그와 치프 키프가 음반 협업을 발표할 것이라고 발표했다. 3월, 치프 키프는 동료이자 사촌인 마리오 "블러드 머니" 헤스(Mario "Blood Money" Hess)가 피쳐링한 "Fuck Removal"이라는 제목의 첫 번째 공식 싱글을 발매했다. 이 일은 2014년 4월 9일 헤스의 사망 전에 마지막 녹음으로 기록되었다.3월 14일, 치프 키프는 "Fuck Removal"의 공식 뮤직비디오를 공개했다. 인터스코프의 래리 잭슨(Larry Jackson은) 6월 10일에 발매될 것이라고 발표했지만, 다시 연기되었다.
2014년 10월, 치프 키프는 인터스코프 레코드에 의해 해임되었다. 그는 트위터를 통해 오랫동안 기다려온 Bang 3의 발매를 포함하여 그가 계획했던 모든 프로젝트가 여전히 출시될 것이라고 확인했다. 영 찹(Young Chop)은 인터스코프 레코드의 치프 키프 해임 결정을 비판했다. 2014년 12월 발매를 앞두고 있음에도 불구하고, Bang 3는 실현되지 않았다. 또한 치프 키프의 믹스테이프, 11월 28일 개봉 예정인 맨션 뮤직, 2015년 2월 14일 개봉 예정인 "Thot Breakers"는 발표대로 출시되지 않았다. 하지만 그는 구찌 메인과 함께 12트랙의 콜라보레이션 믹스테이프인 빅 구찌 소사(Big Gucci Sosa)를 발매하는 데 성공했다. 또한 아이튠즈에서 디지털 다운로드가 가능한 백 프롬 더 데드 2 (Back From the Dead 2)도 발매되었다.
치프 키프는 믹스테이프에 수록된 20곡 중 16곡을 직접 제작했다. 피치포크 미디어의 데이비드 드레이크(David Drake)는 "래퍼 겸 프로듀서 영역으로의 첫 걸음을 내딛는 데 있어서, 비록 대부분의 비트가 치프 키프 음반의 맥락 밖에서 이용되는 것을 상상하기는 어렵지만, 그의 보컬을 틀로 만들어 줄 준비가 되어 있다"고 말했다. 롤링 스톤지에서 2014년 최고의 랩 음반 40장 중 25위를 차지하며 "그가 온 황량한 세계는 여전히 그의 사운드를 형성하고 있다. 손님은 거의 없고 마약과 PTSD로 인해 형성된 어둡고 사이키델릭한 모양인 황량하고 외로운 기록이다. 그러나 그는 세계의 썩은 중심부에서 한 단어에 강한 마일리지를 얻는 무뚝뚝하고 강력하고 경제적인 랩을 가진 유쾌한 인간성을 발견한다."라고 평가했다.
11월, 그는 카니예 웨스트와 타도에(Tadoe)의 게스트 보컬이 참여한 "글로우 프로듀서 앨범"인 "Nobody"를 발표했다. 12월 2일에 개봉될 예정이었으나, 12월 16일에 개봉되었다. 이 음반의 타이틀 곡은 키프의 더 감성적인 트랙 중 하나로 주목받았다. "Resultence of Sound"의 크리스 코플란(Chris Coplan)은 "트랙 자체가 폭음하며 보낸 밤의 정점처럼 느껴진다"고 썼다. 이 음반은 피치포크 미디어의 메건 가비(Meaghan Garvey)로부터 7.0/10의 점수를 받았다.
2015년 2월 18일, 치프 키프는 20트랙 믹스테이프인 쏘리 4 더 웨이트(Sorry 4 the Weight)를 발매했다.알리바이(The Alibi)의 엘리엇 피어슨(Elliott Pearson)은 "쏘리 포 더 웨이트(Sorry 4 the Weight)는 래퍼의 독특한 중서부 고딕 레퍼토리의 또 다른 일관된 장이며, 만약 "What Up"이 어떤 지표라면, 그는 비트메이커로서도 심각한 발전을 이루었다"고 평했다. 이 믹스테잎은 앤디 밀로나키스(Andy Milonakis)와 글로우 갱의 레이블 자매인 벤지 글로우 (Benji Glo)만이 피쳐링하면서 작은 노력으로 완성되었다. 2015년, 그의 트랙 "Faneto"는 2014년 10월 발매 이후 서서히 탄력을 받고 있었다. 2015년 4월 24일, 치프 키프는 더 코차트(The Cozart)라는 제목의 다음 앨범을 발표하며 곧 발매될 것이라고 말했다.그는 2015년 5월 미디어 재벌 알키 데이비드의 부서인 필름온뮤직(FilmOn Music)과 계약을 맺었다.
2015년 7월 11일 시카고에서 치프 키프의 글로우 갱 레이블의 오랜 멤버인 카포(Capo)라는 예명으로 더 잘 알려진 마빈 카(Marvin Carr)가 드라이브 바이 총격(drive-by shooting)으로 사망했다. 카포를 살해한 뒤 차량 운전자가 13개월 된 딜란 해리스(Dillan Harris)가 안고 있던 유모차를 들이받아 즉사한 것으로 알려졌다. 치프 키프는 트위터를 통해 카포에게 경의를 표하기 위해 무료 자선 콘서트를 열 것이라고 발표했고, 콘서트 관람객들이 해리스 가족에게 기부하도록 격려했다. 그는 또한 시카고에서 범죄를 줄이기 위한 시도로 "Stop the Violence Now" 재단의 설립을 발표했다. 일리노이주에서의 미결 영장 때문에, 키프는 베벌리 힐스의 사운드 스테이지에서 홀로그램을 통해 콘서트에 참석할 예정이었다.
홀로그램USA(HologramUSA)와 필름온뮤직(FilmOn Music)이 기획한 콘서트는 시카고의 레드문 극장(Redmoon Theater)에서 개최될 예정이였다.시카고 시장 램 이매뉴얼(Rahm Emanuel)이 치프 키프가 "용납할 수 없는 롤 모델"이며 그의 음악이 폭력을 조장한다고 주장한 이후 일련의 지연에 직면했다. 치프 키프의 대표들은 인디애나주 해먼드에서 열리는 Foquision Fest의 주최자들과 함께 콘서트를 준비했다. 키프의 홀로그램은 시카고에서 "폭력을 멈추고, 말도 안 되는 소리를 멈추고, 살인을 멈추고, 아이들이 자라게 내버려둬, "I Don't Like"를 공연하기 전에."라며 평화를 호소했다.
토마스 맥더모트 해먼드 시장 주니어(Thomas McDermott, Jr.)는 콘서트가 대중의 안전을 위협할 것을 우려하여, 시 경찰서에 치프 키프의 홀로그램에 전력을 공급하는 발전기를 폐쇄하도록 명령했다. 맥더모트는 "저는 치프 키프에 대해 아무것도 모릅니다. 제가 들은 것은 그가 갱단들과 사람들을 쏘는 행위에 관한 많은 노래들을 가지고 있다는 것입니다. 그것은 반경찰주의, 갱, 마약 사용의 역사입니다. 그는 시카고에서 기본적으로 불법화되었고, 우리는 그가 옆집에 가서 에마누엘 시장을 피하도록 내버려두지 않을 것입니다."라고 말했다. 시카고 트리뷴의 칼럼니스트 에릭 존(Eric Zorn)은 에마뉘엘과 해먼드의 결정을 비판하면서 이들이 치프 키프의 수정헌법 제1조 권리를 침해했다고 주장했다.

### Dedication,Glotoven, 그리고Almighty So 2(2016년~현재)
2016년 3월, 치프 키프는 트위터에 자신이 래퍼 생활에서 은퇴할 것이라고 밝혔다. 그 발표는 그의 기록된 생산량이 둔화되고 있을 때 나왔다. 하지만, 그해 말, 그는 MGK의 노래 "Young Man"에 피처링 되었다. 그는 또한 2017년 1월 17일, 트랙 믹스테이프 투 제로 원 세븐을 발매했다. 제이지, 루페 피아스코, 니키 미나즈 등을 포함한 긴 라인의 래퍼들과 함께 한 치프 키프는 단지 음악을 만들기 위해 은퇴했다고 주장했다.
2017년 12월 1일, 치프 키프는 세 번째 앨범 "Dedication"을 발매하기 전에 4개의 믹스테이프를 발매했다.잡지 가디언은 Dedication을 "지금까지 가장 만족스러운 음반"이라고 평했다.
2018년, 치프 키프는 더 많은 믹스테이프들을 발매할 수 있었다. Mansion Musick, Back from the Dead 3과 The Leek series에 있는 많은 믹스테이프들 말이다. 그는 또한 플레이보이 카티, 소우엘자 보이, 지 허보와 같은 뮤지션들에게 많은 피쳐링을 해주었다.
2019년 초, 치프 키프와 자이툰(Zaytoven)은 스튜디오에서 함께 작업했다. 치프 키프는 나중에 그들이 글로우트오븐 (Glotoven)이라고 불리는 공동 믹스테이프를 만들고 있다고 확인했다. 2019년 3월 15일 발매되었으며, 싱글 〈Spy Kid〉의 지원을 받았다. 2019년 4월 20일, 치프키프는 그의 또 다른 믹스테잎 "Almighty So 2"을 계획함을 밝힌다. 그는 이후 "Fireman"이라고 불리는 곡을 영보이 네버 브로크 어게인과 함께 발표한다. 이 믹스테이프는 릴 우지 버트, 소울자 보이(Soulja Boy), 릴 리스(Lil Reese) 등의 피처링도 예정되어 있다. 치프 키프는 또한 "Boost"라는 제목의 또 다른 싱글을 발표했다.
2020년 3월, 치프 키프는 릴 우지 버트의 두 번째 정규 음반 "Eternal Atake"에서 "Chrome Heart Tags"라는 곡으로 첫 메이저 프로덕션 크레딧을 얻었다. 이후 우지의 앨범 릴 우지 버트 vs. the World 2에서 〈Bean (Kobe)〉의 보컬 퍼포먼스를 선보였고, 이 곡은 19위로 핫 100에서 그의 최고의 차트 곡이 되었다.

## 기타 벤처

### 글로우 갱 (Glo Gang)
인터스코프 레코드와의 계약으로 치프 키프의 레이블인 글로리 보이즈 엔터테인먼트(Glory Boyz Entertainment, GBE)가 설립되었다.그와 그의 매니저인 로반 마누엘(ovan Manuel은) 각각 GBE의 지분 40%를 소유하고 있었다.C 키프의 사촌이자 동료 래퍼인 프리도 산타나(Fredo Santana), 삼촌 알론조 카터(Alonzo Carter,), 앤서니 H. 데이드(Anthony H. Dade) 등이 GBE의 나머지 20%를 소유하고 있었다. 래퍼 릴 리스(Lil Reese), 프레도 산타나(Fredo Santana), 프로듀서 영 찹(Young Chop)과 같은 다양한 동료들이 레이블과 계약할 것이다.
이 음반사는 2011년부터 활동을 시작했지만 믹스테이프만 발매했을 뿐 완전히 기능하는 음반사는 아니었다.2012년 12월 치프 키프의 'Finally Rich'를 발매한 후, 레이블은 다양한 믹스테이프와 함께 릴 리즈의 음반을 다음 달에 발매할 예정이었다. 하지만 2014년 1월 3일, 키프는 글로리 보이즈 엔터테인먼트(Glory Boyz Entertainment)가 "더 이상 없다"고 말했고, 그는 글로우 갱(Glo Gang)이라는 새로운 음반사를 시작했다. 그가 죽기 전에, 블러드머니는 인터뷰에서 글로우 갱의 멤버는 치프 키프, 트레이 새비지(Tray Savage), 발아웃(Ballout), 카포(Capo), 타도에(Tadoe), 저스글로우(JusGlo), 그리고 자신이라고 밝혔다.
브랜드 FTP(FUCKTHEPOPULATION)과 콜라보를 선보인 적도 있다.

#### 아티스트 (현재)
- 치프 키프
- 타도에(Tadoe)
- 발아웃(Ballout)
- 릴 플래시 (Lil Flash)
- 벤지 플로우 (Benji Flo)
- 태린티노 (Terintino)
- 저스글로우 (JusGlo)

#### 아티스트 (과거)
- 릴 리스 (Lil Reese)
- 트레이 새비지 (Tray Savage) (사망)
- 프레도 산타나 (Fredo Santana) (사망)
- 지노 말리 (Gino Marley)
- 카포 (Capo) (사망)
- 블러드 머니 (Blood Money) (사망)
- SD
- 스냅 독 (Snap Dogg)

### 43B
2022년 6월 6일, RBC 레코드(RBC Records)와 BMG 권익 관리(BMG Rights Management)와의 파트너십을 통해 발표된 치프 키프는 43B의 설립을 "Forget Everybody"로 알려진 첫 번째 서명자 릴 그나르(Lil Gnar)와 함께 발표했다.
"43B는 1년이 넘도록 저의 열정 프로젝트였고 저는 게임을 변화시키고 있는 아티스트들에게 그들이 정말로 성공할 수 있는 라벨을 줄 준비가 되어 있습니다. 저는 거의 10년 동안 독립했습니다. 그래서 저는 문화를 전환하고 있는 아티스트들에게 제 업계에 대한 지식을 전수하여 그들이 정상에 오를 수 있도록 하고 싶습니다."— 치프 키프

## 개인사
키프는 16세 때 첫 아이인 딸 케이 케이(Kay Kay)로 닉네임된 케이든 카슈 코자르트(Kayden Kash Cozart)를 낳았다. 그는 아이의 어머니로부터 양육비 요청을 받았다. 2013년 11월, DNA 문서는 그가 10개월 된 딸을 낳았다는 것을 밝혀냈고, 이후 양육비 지급을 시작하라는 명령을 받았다. 2014년 9월, 치프 키프는 그의 세번째 아이이자 그의 첫 번째 아들, 크루 카터 코자트(Krüe Karter Cozart)라고 불리는 아이의 생일을 찬사했다.
2015년 5월, 그는 자신이 자신의 아이의 아버지라고 주장하는 다른 여성에 의해 고소당했다. 그는 자신이 복무한 법적 서류에 응답하지 않았기 때문에 법정에 출두하라는 명령을 받았다. 그렇게 하지 못하자 체포영장이 발부되었다. 이러한 문제들에도 불구하고, LA 위클리(LA Weekly)는 적어도 인스타그램에서 치프 키프가 "아버지를 진지하게 생각하는 것 같다"고 보도했다.
2015년 8월, 그는 자신의 음반사인 필름온뮤직(Film On Music)에서 영감을 받아 갓 태어난 아들의 이름을 필름온닷컴(Film On Dot Com)으로 지어 논란을 일으켰다. 아이의 친자 관계에 대한 논쟁이 있은 후, 필름온뮤직은 문제가 해결될 때까지 이름을 철회했다.
그의 사촌인 프레도 산타나(Fredo Santana)와 타도에(Tadoe)는 그의 글로리 보이즈 엔터테인먼트 레이블과 계약을 맺었다. 그의 의붓형제는 2013년 1월 2일 총살되었다. 그의 사촌 중 또 다른 남자 마리오 헤스(Mario Hess)는 2014년 4월 9일 시카고의 잉글우드(Englewood)라는 동네에서 블러드 머니(Blood Money)라는 예명으로 공연한 빅 글로(Big Glo)로도 알려져 있다. 마리오 헤스는 살해되기 2주 전에 인터스코프 레코드와 계약했다. 빌보드와의 인터뷰에서, 치프 키프는 빅 글로의 죽음이 그의 삶에 어떤 영향을 미쳤는지 설명했다. "그 일이 일어났을 때, 그 일이 가장 큰 교훈이었다. 그것은 나에게 '너는 철 좀 들어야 한다.' 라는 의미였다."
하이랜드 파크 집에서 쫓겨난 후, 그는 로스앤젤레스로 이주했다. 노이즈(Noisey)의 레베카 헤이스코트와 (Rebecca Haithcoat)의 인터뷰에서, 치프 키프는 노이즈가 로스앤젤레스에서 가장 좋아하는 부분은 "조용함"이라고 말했다. 로스앤젤레스로 이주한 후, 그는 재활치료 중에 미술 선생님 빌 다 바쳐(ill da Butcher의) 그림을 발견하자 미술 수집이라는 그의 새로운 취미에 탐닉하기 시작했다. 일단 알게 되자, 빌 다 바쳐(Bill da Butcher)는 치프 키프를 위해 개인적으로 그린 그림을 그리기 시작했다. 그는 로스엔젤레스로의 이적이 자신에게 도움이 된다고 믿었다. 빌보드의 인터뷰에서 그는 말했다. "나는 모든 불필요한 문제에서 벗어났어. 시카고보다 여기 로스앤젤레스가 더 낫지. 내가 너무 많이 혼을 당했거든. 난 여기 사는 게 좋아. 그게 날 발전시킨 것 같아. 그건 나를 변화시켰고, 나를 더 큰 곳으로 가도록 영감을 주었어."라고.

### 법적 문제
2011년 1월 27일, 치프 키프는 헤로인 제조 및 유통 혐의로 체포되었다. 청소년 범죄자로서, 그는 자신의 혐의에 대해 유죄라기보다는 "불량자"로 결정되었고, 가택 연금 상태에서 복역했다. 2011년 12월, 그는 허리띠 앞에 코트를 두 손에 걸친 채 할머니의 집을 떠났다. 경찰이 치프 키프를 심문하기 위해 멈췄으며, 그는 코트를 떨어뜨리고 권총을 쏘며 도망쳤다.
경찰관들은 당시 16세였던 치프 키프를 쫓았고, 치프 키프는 여러 차례 뒤돌아 총을 겨누었다. 경찰관들이 무기를 발사했지만 빗나갔다. 그들은 그를 붙잡아 장전된 권총을 되찾았다. 치프 키프는 경찰관에게 총을 겨누고 가중 폭행한 혐의와 불법 무기 사용을 가중한 혐의 세 가지를 적용받았다. 그는 또한 체포에 저항한 혐의로 경범죄 혐의로 기소되었다. 그는 판사가 그의 할머니 집에서 가택연금을 선고할 때까지 쿡 카운티 소년원에 수감되었다.
2012년 9월 5일, 시카고 경찰은 키프가 "릴 조(Lil JoJo)"라는 예명으로 공연한 동료 래퍼이자 잉글우드 거주자인 조지프 콜먼의 총격 사망과 관련이 있다고 밝혔다. 이것은 치프 키프가 트위터에서 그의 죽음을 조롱한 후 시작되었는데,그는 나중에 그의 계정이 해킹당한 결과라고 주장했다. 콜먼의 어머니는 공개적으로 치프 키프가 아들을 살해하기 위해 돈을 지불했다고 주장해 왔다.
쿡 카운티(Cook County) 검찰은 2012년 10월 17일 가석방 위반 혐의로 그를 소년원으로 다시 보내달라고 판사에게 요청했다. 이는 그가 사격장에서 한 비디오 인터뷰에 응한 것으로, 그가 총을 발사하는 장면이 포함되어 있었다. 청문회는 2012년 11월 20일에 열릴 예정이었으나 2013년 1월 15일로 연기되었다.법원은 삭제된 동영상을 게시한 피치포크 미디어에 인터뷰 영상을 제공하도록 명령했다.
2012년 12월 31일, 치프 키프는 새로운 가석방 위반 혐의로 사법 소환장을 발부받았다. 검찰은 그가 소년 가석방 담당관에게 주소 변경을 통보하지 않았다고 주장했다. 청문회는 2013년 1월 2일로 정해졌다. 비록 검찰이 그를 수감할 것을 요청했지만, 쿡 카운티의 판사 칼 앤서니 워커(Carl Anthony Walker)는 그가 수감될 것을 보증할 "신뢰할 만한 어떤 증거"도 제시되지 않았다며 그가 석방되는 것을 허락했다.
치프 키프는 2013년 1월 15일 소년법원 판사가 치프 키프의 인터뷰 영상이 보호관찰 위반에 해당한다고 판결하면서 구속됐다. 이틀 후, 그는 소년원에서 두 달 형을 선고받았고, 구치로로 수감되었다. 그는 2013년 3월 14일에 풀려났다. 2013년 1월 17일, 치프 키프는 워싱턴 D.C.에 본사를 둔 홍보 회사 팀 메이저 (Team Major)에 의한 공연 미수에 대해 7만 5천 달러의 소송을 당했다. 이 회사에 따르면, 그는 2012년 12월 29일 런던의 O2 아레나에서 공연하기로 되어 있었다. 그는 나타나지 않았고, 그와 그의 레이블도 그가 왜 그 날짜를 놓쳤는지 설명하지 않았다.
그는 소송을 무시하였고, 법원은 그에게 기본적으로 메이저 팀(Team Major)에게 230,019 달러(약 23만 달러)의 손해 배상금을 지불하라고 명령하였다.그는 2013년 5월 20일 공공장소에서 마리화나를 피우고 난동을 부린 혐의로 조지아주 데칼브 카운티의 고급 호텔에서 체포되었다.그는 그날 늦게 풀려났다. 8일 후, 치프 키프는 고향인 시카고의 시속 55마일 이하 운전 지역에서 시속 110마일을 운전하고, 불법적으로 승객을 태우고 운전한 혐의로 체포되었다. 그는 나중에 보석으로 풀려났다.
그는 6월 17일 법정에 돌아와 과속죄를 인정했다. 그는 531달러의 벌금을 내고, 18개월의 보호관찰을 받고, 60시간의 사회봉사를 마치고, 무작위 약물검사를 받도록 명령받았다.2013년 10월 15일, 키프는 마리화나 양성반응이 나온 후 보호관찰 위반으로 20일 형을 선고받고 복역했다. 2013년 10월 24일, 그는 수감 생활에서의 좋은 행동으로 일찍 석방되었다. 하지만 2013년 11월 6일, 키프는 또 다른 보호관찰 위반으로 수감되었다.
재활 치료를 받은 후, 치프 키프는 2014년 3월 5일 일리노이주 하이랜드파크에서 마리화나 음주 운전, 면허 정지 상태로 운전한 혐의로 체포됐으며 보험증명이 없다는 이유로 기소됐다. 2014년 2월 4일, 킴 프로덕션(Kim Productions)은 그를 상대로 2013년 6월 오하이오주 클리블랜드에서 열린 랩큐어 자선 콘서트에 출연하지 못한 후 발생한 손실을 배상하라는 소송을 제기했다. 이 소송은 킴 프로덕션이 그에게 공연 보증금 1만 5천 달러를 제공했다고 주장한다. 이 소송은 또한 그의 출연 실패로 인해 콘서트가 취소되어야 했다고 주장한다.
2014년 6월, 치프 키프는 하이랜드 파크 자택에서 쫓겨났다. 집주인인 발 반살(Bal Bansal은 자신이 좋은 세입자이고 집을 나간 것이 자발적인 것이라고 주장했지만, 경찰은 그것이 퇴거임을 확인했다.
2017년 1월, 키프는 램지 다 그레이트(Ramsay Tha Great)라는 이름의 프로듀서를 구타하고 강탈한 혐의로 체포되었다. 그는 키프가 자신의 롤렉스 시계를 훔치고 자신에게 총기를 겨누었다고 주장했다. 이 혐의들은 증거 불충분으로 취하되었다. 치프 키프는 2017년 6월 사우스다코타에서 대마초를 흡연하고 마약 소지를 한 혐의로 체포되었다. 그는 보석금을 내고 재판에 회부했다. 2019년 4월, 그는 이의를 제기하지 않았고, 집행유예를 선고받았다.

## 이미지
치프 키프는 종종 시카고에 존재하는 "Chiraq" 갱스터 랩 문화의 대표자로 여겨진다. 그는 종종 자신의 동료들과 언론들이 그러하듯이 자신을 "소사"라고 부른다. The nickname "소사"라는 별명은 영화 스카페이스에 나오는 마약왕인 알레한드로 소사를 지칭한 것이다. LA 위클리(LA Weekly)는 치프 키프의 글로우 갱 수행원들이 이 래퍼를 존경한다고 보도했다. 글로우 갱의 한 멤버인 볼아웃(Ballout)은 "우리는 소사로부터 그 모든 것을 배웠고, 우리는 그와 스튜디오에 너무 많이 있다"며 그를 "라이밍 머신"이라고 불렀다. 음악 천재다. 흑인 저스틴 비버라고 할 수 있다."라고 말했다.
뉴욕타임스는 치프 키프가 시카고의 드릴 랩 장르를 "상징"하며 시카고 래퍼의 젊은 세대 중 가장 잘 알려진 세대"라고 평했다. 2012년 11월, 가디언(The Guardian)의 루시 스틸릭(Lucy Stehlik)은 치프 키프를 드릴의 "알파 수컷"이라고 묘사했다. 피치포크 미디어(Pitchfork Media)의 데이비드 드레이크 (David Drake)는 "치프 키프는 스트리트 랩을 세밀하게 잘 표현하는 래퍼다. 독창적이고 응집력 있는 미적 감각을 지닌 창조적인 목소리를 가지고 있다"라고 서술했다. "풀뿌리에게, 새로운 세대의 스타들 사이에서, 그는 스트리트 랩의 여백이 아닌, 스트리트 랩의 미적 중심에 앉고 있다." 라고 덧붙였다.

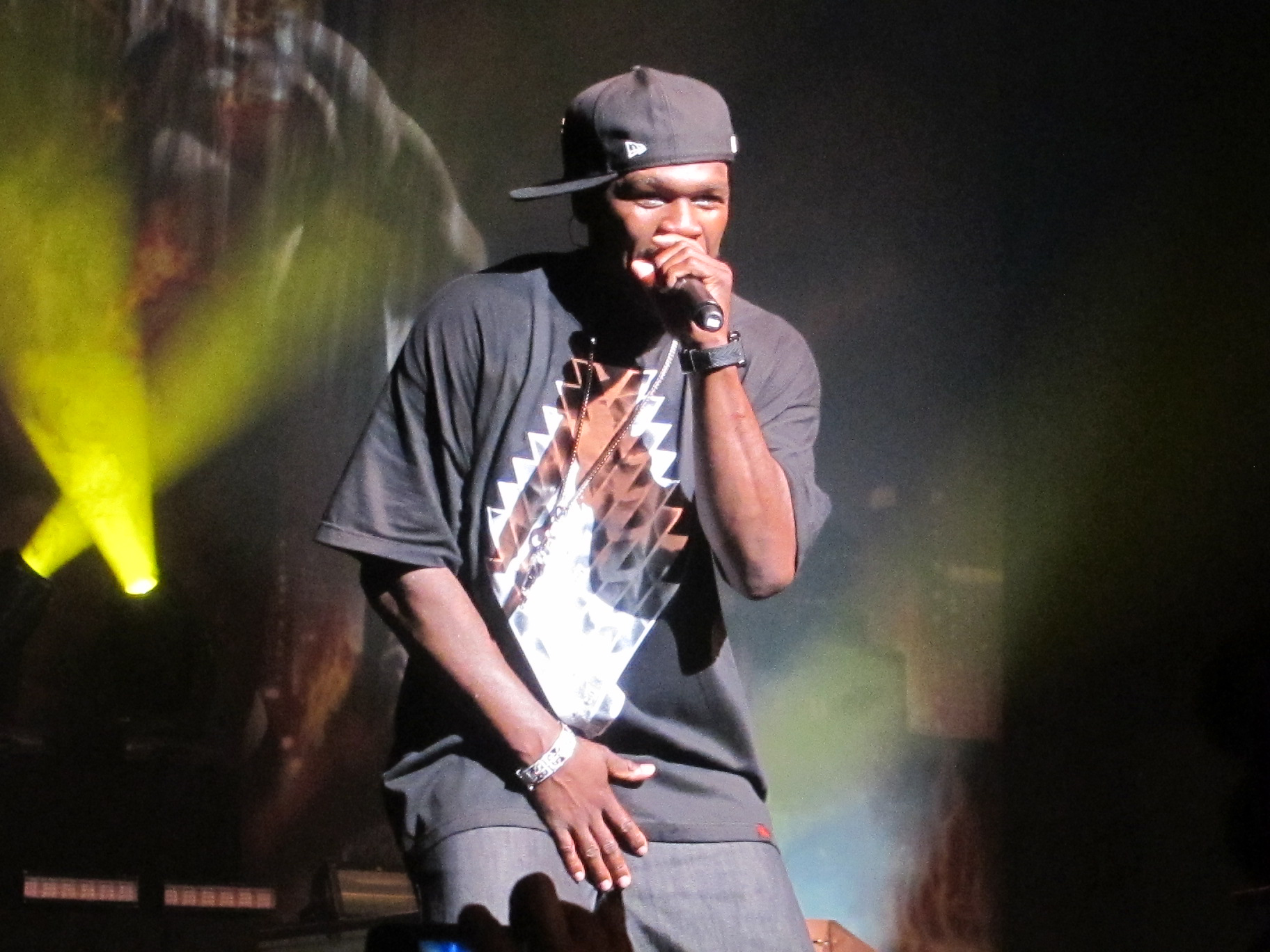
치프 키프는 50센트(사진)와 비교되었다.

뉴욕 타임스는 치프 키프를 50 센트와 비교하며 치프 키프도 그와 마찬가지로 "그의 초기 경력에서 중요한 부분을 차지한다"고 언급했다. 루페 피아스코(Lupe Fiasco), 그와 논쟁에 휘말린 그는 치프 키프의 갱스터 랩 페르소나에 대한 "대적자"로 언급되어 왔다. 뉴욕 타임스는 "루페 피아스코는 엄하고 교훈적인 선생님이지만, 치프 키프의 음악이 경고 벨을 울리는 데 훨씬 더 뛰어나다는 것은 논쟁의 여지가 있다"고 썼다. 또 다른 래퍼인 커먼 (Common)은 랩 스피킹에 대한 그의 기여를 칭찬했다. "내 생각엔 치프 키프가 아무도 하지 않았던 걸 가져와서 날것으로 시도한 것 같아요. 그는 그것을 현실로 가져왔습니다. 그와 함께, 저는 그가 시도한 것을 예술가로서 존경해야 합니다."라고 말했다.
하지만, 라임페스트(Rymefest)와 루페 파우식(Lupe Fausic)과 같은 다른 래퍼들은 다소 치프 키프에게 비판적이었다. 2012년 6월, 라임페스트(Rymefest)는 자신의 이미지와 메시지에 비판적인 블로그 게시물을 작성했으며, 그를 "폭탄"이자 "교도소 산업단지 대변인"이라고 묘사했다. 이 게시물은 래퍼 와카 플록카 플레임(Waka Flocka Flame)과 릭 로스(Rick Ross)에게도 비슷한 문제를 거론하며 비판적이었다. 라임페스트(Rymefest)는 살롱과의 후속 인터뷰에서 이러한 견해를 되풀이했다. 루페 파우식의 치프 키프에 대한 비판은 둘 사이의 불화를 야기했다.

## 영향
많은 출판물들은 치프 키프의 음악 스타일과 갱스터 이미지 때문에 치프 키프를 현대 힙합에서 매우 영향력 있는 인물로 언급해왔다. 그의 멜로디 스타일의 랩과 특징적으로 흐릿한 가사 전달은 시카고 드릴과 멈블 랩의 성공을 위한 촉매제라고 불렸고, 특히 21 새비지, 영보이 네버 브로크 어게인, 릴 우지 버트, 릴 펌프, 텐타시온, 스키 마스크 더 슬럼프 갓, 주스 월드, 폴로 지 그리고 테이-K (Tay-K) 등의 래퍼들과 같은 현대 예술가들에게 영향을 주었다. 게다가, 치프 키프가 애드리브, 특히 "aye"라는 단어를 곡의 큰 부분으로 많이 사용한 것은 사운드클라우드 랩 하위 장르와 그 하위 장르에서 등장한 아티스트들에게 큰 영향을 미쳤다.

## 논란

### 힙합계 불화
2012년 8월, 92Q 잼스(92Q Jams (WERQ-FM))의 볼티모어 라디오 스테이션과 함께한 인터뷰에서, 루페 피아스코는 치프 키프가 자신을 "겁나게 한다"며 그를 "허드렛일"로 묘사했고 시카고의 "하늘로 치솟는" 살인률의 대표라고 말했다. 9월 5일, 치프 키프의 계정에서 루페 피아스코를 위협하는 트윗이 올라왔다. 치프 키프는 그의 트위터가 해킹당했고 그가 한 일이 아니라고 진술했다. 2012년 9월 13일, 루페 피아스코는 자신이 치프 키프에게 사과한 비디오 인터뷰를 공개했다.
2014년 11월, 랩 그룹 미고스와 글로우 갱의 멤버 카포(Capo)는 시카고 레스토랑에서 몸싸움을 벌였다.이후, 치프 키프는 인스타그램에 미고스의 래퍼 콰보(Quavo)의 도난당한 목걸이로 추정되는 이미지를 업로드했다. 이 사건은 이미 두 그룹의 구성원들 사이에 존재하는 긴장을 고조시켰지만, 그 불화는 겉보기에는 끝난 것처럼 보였다.
2018년 5월, 그는 래퍼 식스나인과 불화를 겪었다. 이는 타도에(Tadoe)의 가정 폭력과 동료 래퍼 큐반 돌 (Cuban doll)과 관련된 관계 문제에서 비롯되었다. 그녀는 타도에와 연인 사이였지만 식스나인과도 친했다. 이어 식스나은 소셜미디어에 큐반 돌과 함께 하와이로 반 로맨틱 휴가를 간 영상을 인스타그램에 올리고, 치프 키프의 옛 동네로 차를 몰고 올라가 조롱하는 글을 올리면서 치프 키프와 래퍼 릴 리스(Lil Reese)를 디스했다.식스 나인은 또한 치프 키프의 아들들 중 한 명의 어머니인 슬림 데인저 (Slim Danger)로 전문적으로 알려진 에어론 클라크(Aereon Clark)와 접촉하여 치프 키프의 디자이너 옷을 사는 것을 녹음하고, 치프 키프를 조롱하고, 나중에 그녀에게서 중상 모략을 받았다.
2018년 5월 8일, 트리피 레드는 인스타그램에서 치프 키프와 타도에 (Tadoe)가 피처링으로 참여한 곡 "I Kill People"을 시사회했다. 2018년 6월 2일, 치프 키프는 뉴욕 W 호텔 밖에서 해고되었다.그는 다치지 않았고 그 사건으로 인한 부상도 없었다. 계속되는 불화로 인해 식스나인은 당시 로스앤젤레스에 있었음에도 불구하고 사건에 연루될 가능성이 있는 것으로 뉴욕 경찰청의 조사를 받고 있는 것으로 확인되었다. 2019년 2월, 식스나인은 치프 키프를 향한 총격을 지시한 것에 대해 유죄를 인정했다. 그는 동료 킨테아 코다 B 맥킨지(Kintea "Kooda B" McKenzie)에게 치프 키프를 촬영하기 위해 2만 달러를 제안했다. 식스나인은 후에 미국 정부가 코다 B 맥킨지와 그의 매니저인 키파노 쇼치 조던 (Kifano Shotti Jordan)을 가두는 것을 도운 제보자로 밝혀졌다.

### 인스타그램
2012년 9월 15일, 치프 키프는 인스타그램에 여성 팬으로부터 펠라치오를 받는 사진을 올렸고, 얼마 지나지 않아 이를 삭제했다. 그러나, 그의 계정은 인스타그램의 서비스 약관을 위반하여 밴을 먹게 되었다. 그는 이후 또 다른 인스타그램 계정을 만들었고, 다양한 아웃렛에서 언급되는 앱에서 그의 활동을 했다.

## 디스코그래피
- Finally Rich (2012)
- Bang 3 (2015)
- Dedication (2017)
- 4NEM (2021)

### 노트
1. 1 2  “Chief Keef Arrested in Miami Beach After Cops Find Sizzurp”. 《nbcmiami.com》. 2017년 4월 9일. 2017년 12월 6일에 원본 문서에서 보존된 문서. 2017년 12월 5일에 확인함.
2. ↑  “Maybe This Is Why Modern Mumble Rap Exists...”. 《HipHopDX》 (미국 영어). 2017년 2월 25일. 2018년 9월 19일에 확인함.
3. ↑  Harold, Oscar. “Review: 'Mumble Rap' is a poor label for new Hip-Hop”. 《The Cardinal Times》. 2018년 9월 19일에 확인함.
4. ↑  Guan, Frank (2017년 12월 20일). “The Year Rap Overtook Pop”. 《Vulture.com》. 2019년 9월 18일에 원본 문서에서 보존된 문서. 2019년 9월 26일에 확인함.
5. 1 2  Buyanovsky 2013.
6. 1 2  Jeffries, David. “Biography & History – Chief Keef”. 《AllMusic》. 2018년 5월 10일에 원본 문서에서 보존된 문서. 2018년 5월 9일에 확인함.
7. 1 2 3  “Artist – Chief Keef”. 《Pitchfork Media》. 2018년 5월 10일에 원본 문서에서 보존된 문서. 2018년 5월 9일에 확인함.
8. ↑  Breihan, Tom (2015년 7월 23일). “Banned By Chicago Mayor, Chief Keef Says Hologram Show Will Go On In A Secret Location”. 《Stereogum》. 2018년 5월 10일에 원본 문서에서 보존된 문서. 2018년 5월 9일에 확인함.
9. 1 2  Drake, David. “How Chief Keef became the most influential hip-hop artist of his generation”. 《The Outline》. 2018년 5월 10일에 원본 문서에서 보존된 문서. 2018년 5월 9일에 확인함.
10. 1 2  Carter, Dominique. “Finally Rich: The Way That Chief Keef Has Influenced A New Generation of Artists”. 《Hypefresh Mag》. 2018년 5월 10일에 원본 문서에서 보존된 문서. 2018년 5월 9일에 확인함.
11. ↑  Celeb 2012.
12. ↑  Austen 2013.
13. ↑  Rosemary Regina Sobol, Chief Keef pays $531 to settle speeding ticket 보관됨 7월 29, 2017 - 웨이백 머신, Chicago Tribune (July 30, 2016): "his former home in the Parkway Gardens apartment complex on the South Side."
14. ↑  Goldstein & Turbin 2013.
15. 1 2  Konkol 2013c.
16. ↑  Drake 2012b.
17. ↑  Gibbs 2014.
18. ↑  Jeffries n.d.
19. ↑  Drake 2012a.
20. 1 2  Delerme 2012.
21. 1 2 3  Stehlik 2012.
22. 1 2 3 4  Caramanica 2012.
23. ↑  Lipshutz 2012.
24. ↑  Drake 2012c.
25. 1 2  Miles 2013.
26. ↑  Horowitz 2012b.
27. ↑  Horowitz 2013a.
28. ↑  B. 2012.
29. ↑  Diep 2013.
30. ↑  Yeezus 2013.
31. ↑  Reed 2013.
32. ↑  Russell 2013.
33. 1 2 3  Garvey 2014.
34. ↑  X 2013.
35. ↑  Aceto 2013.
36. 1 2  Jackson, D. 2013.
37. ↑  Lilah 2014a.
38. ↑  Smith 2014a.
39. ↑  V 2014.
40. ↑  Smith 2014b.
41. ↑  iTunes 2014.
42. ↑  Ortiz 2014.
43. ↑  J. 2014.
44. ↑  Williams 2014.
45. ↑  Smith 2014c.
46. ↑  Aceto 2015.
47. 1 2  Middleton 2015.
48. ↑  Tardio 2014.
49. ↑  Lilah 2014b.
50. ↑  Carter 2014a.
51. 1 2  Garvey 2015.
52. 1 2  Drake 2014a.
53. ↑  Drake 2014b.
54. 1 2  Lyons 2014.
55. ↑  Carter 2014b.
56. ↑  "Listen to Chief Keef's New Single" 2014.
57. ↑  Coplan 2014.
58. ↑  Keef 2015.
59. ↑  Pearson 2015.
60. ↑  Muller 2015.
61. ↑  Drake 2015.
62. ↑  Galil 2015.
63. ↑  Goddard 2015.
64. ↑  Blidner 2015.
65. ↑  O'Connell 2015.
66. ↑  Iasimone 2015.
67. 1 2  Zorn 2015.
68. ↑  Coscarelli 2015.
69. 1 2  McDonald 2015.
70. ↑  Coleman II 2016.
71. ↑  Goddard 2016.
72. ↑  “Chief Keef Returns With 'Two Zero One Seven' Mixtape”. 《Billboard》. 2017년 1월 5일에 원본 문서에서 보존된 문서. 2017년 1월 4일에 확인함.
73. ↑  Yoh (2016년 1월 22일). “Fade to Black: Why Can't Rappers Actually Retire?”. 《djbooth.net》. 2017년 5월 13일에 원본 문서에서 보존된 문서. 2017년 2월 18일에 확인함.
74. ↑  Guan, Frank (2017년 12월 7일). “Can Chief Keef Change Music Again?”. 《Vulture》. 2017년 12월 22일에 원본 문서에서 보존된 문서. 2017년 12월 19일에 확인함.
75. ↑  Saponara, Michael (2017년 12월 1일). “Chief Keef Returns With Lil Wayne-Inspired 'Dedication' Mixtape”. 《Billboard》. 2017년 12월 2일에 원본 문서에서 보존된 문서. 2017년 12월 19일에 확인함.
76. ↑  Macpherson, Alex (2017년 12월 3일). “Chief Keef: Dedication review – most satisfying album to date”. 《The Guardian》. 2017년 12월 18일에 원본 문서에서 보존된 문서. 2017년 12월 19일에 확인함.
77. ↑  “Stream Chief Keef's "Mansion Musick" Project”. 《HotNewHipHop》. 2018년 7월 13일. 2019년 8월 26일에 원본 문서에서 보존된 문서. 2019년 9월 4일에 확인함.
78. ↑  “Stream Chief Keef's 8th Project of '18: "Back From The Dead 3"”. 《HotNewHipHop》. 2018년 10월 31일. 2019년 8월 26일에 원본 문서에서 보존된 문서. 2019년 9월 4일에 확인함.
79. ↑  “Chief Keef & Zaytoven Release Joint Project "GloToven"”. 《HotNewHipHop》. 2019년 3월 15일. 2019년 8월 26일에 원본 문서에서 보존된 문서. 2019년 9월 4일에 확인함.
80. ↑  “Chief Keef Gets In His Bag On "Boost"”. 《HotNewHipHop》. 2019년 4월 9일. 2019년 4월 11일에 원본 문서에서 보존된 문서. 2019년 4월 9일에 확인함.
81. ↑  “Chief Keef Lands A Major Production Placement On Lil Uzi Vert's "Chrome Heart Tags”. 《Genius》. 2020년 4월 2일에 확인함.
82. ↑  “Chief Keef Earns The Highest-Charting Hot 100 Hit Of His Career With Lil Uzi Vert's "Bean (Kobe)"”. 《Genius》 (영어). 2020년 8월 15일에 확인함.
83. ↑  Michaels 2013.
84. ↑  Josephs 2012.
85. ↑  Capper 2013.
86. ↑  Caldwell 2014.
87. ↑  Meara 2014.
88. ↑  James 2014.
89. ↑  Vlad 2014.
90. ↑  “CHIEF KEEF LAUNCHES NEW LABEL 43B & UNVEILS FIRST SIGNING”. 《HipHopDX》. 2022년 6월 6일.
91. ↑  Bossip Staff 2012.
92. ↑  Muhammad 2013.
93. ↑  T 2014.
94. 1 2  Muhammad 2015a.
95. 1 2 3 4  Simpson 2014.
96. ↑  Breihan 2015.
97. ↑  Young 2015.
98. ↑  Stutz 2015.
99. ↑  Drake 2013.
100. ↑  Konkol 2013a.
101. ↑  Koplowitz 2014.
102. ↑  Diep 2014.
103. ↑  Nickeas, Gorner & Kot 2014.
104. 1 2  Muhammad 2015b.
105. 1 2 3  Berger, McCoppin & Cullotta 2014.
106. 1 2 3  Haithcoat 2014.
107. ↑  Konkol 2013b.
108. 1 2  Phillips 2013.
109. ↑  Horowitz 2012a.
110. ↑  Kuperstein 2012.
111. ↑  Muhammad 2012b.
112. ↑  Ryon 2013a.
113. ↑  Ryon 2012b.
114. ↑  Main 2012.
115. ↑  Meisner 2013.
116. ↑  Main 2013a.
117. ↑  Horowitz 2013b.
118. ↑  Ryon 2013b.
119. ↑  Rys 2013.
120. ↑  Monde 2013.
121. ↑  "Rapper Chief Keef arrested" 2013.
122. ↑  Main 2013b.
123. ↑  Kramer 2013.
124. ↑  Jackson, R. 2013.
125. ↑  C.M. 2014b.
126. ↑  Hailey 2014.
127. ↑  “Rapper Chief Keef Arrested for 'Violent Home Invasion' of Producer (Photos)”. 《TheWrap》 (미국 영어). 2017년 1월 27일. 2019년 8월 26일에 원본 문서에서 보존된 문서. 2019년 9월 4일에 확인함.
128. ↑  Ferguson, Danielle. “Chief Keef pleads no contest to possessing controlled substance”. 《Argus Leader》 (영어). 2019년 9월 4일에 확인함.
129. ↑  Shapiro 2012.
130. ↑  Hudson 2014.
131. ↑  Seth 2013.
132. ↑  Mansell 2014.
133. 1 2  Chandler 2012.
134. ↑  Ryon 2012a.
135. ↑  Guarino 2012.
136. ↑  Keef 2012a.
137. ↑  Keef 2012b.
138. ↑  Muhammad 2012a.
139. ↑  Servantes 2014.
140. ↑  Jenkins 2014.
141. ↑  Steinfeld 2014.
142. ↑  “Tekashi 6ix9ine Goes on a Troll Tour Across Chicago”. 《The Source》. 2018년 6월 13일. 2018년 7월 24일에 확인함.
143. ↑  6ix9ine shows off Cuban Doll amid Tadoe – Vlad TV reports on 6ix9ine
144. ↑  6ix9ine Escalates Feud With Chief Keef – Hot New Hip Hop Report on 6ix9ine Beef
145. ↑  6ix9ine takes Chief Keef babymama on Shopping Spree – XXL Mag Reporting
146. ↑  Slim Danger admits to performing fellatio on 6ix9ine 보관됨 2018-11-14 - 웨이백 머신 – Vlad TV Reporting
147. ↑  Trippie Redd joins GloGang's Beef with 6ix9ine – Decoding Lyrics
148. ↑  “Chief Keef Shot at Outside New York City Hotel”. 《XXL》. 2018년 6월 2일. 2018년 7월 24일에 확인함.
149. ↑  “6ix9ine Under Investigation for Involvement in Chief Keef NYC Shooting: Report”. 《Billboard》. 2018년 6월 18일. 2018년 7월 23일에 확인함.
150. ↑  Gaca, Anna (2018년 6월 18일). “6ix9ine Under Investigation in Attempted Shooting of Chief Keef: Report”. 《Spin》. 2018년 6월 19일에 확인함.
151. ↑  “Trippie Redd Teases Tekashi 6ix9ine Diss Song With Chief Keef & Tadoe”. 《HipHopDX》. 2018년 6월 17일에 확인함.
152. ↑  “Trippie Redd Connects With Chief Keef & Tadoe On New Song "I Kill People!"”. 《HotNewHipHop》. 2018년 6월 17일에 확인함.
153. ↑  Grant, Shawn (2019년 2월 12일). “Tekashi 6ix9ine Admits to Offering $20,000 to Shoot at Chief Keef”. Billboard. 2019년 2월 14일에 확인함.
154. ↑  Abernethy 2012.
155. ↑  XXL Staff 2012.
156. ↑  Rogulewski 2012.
157. ↑  Carter 2015.
158. ↑  Downs 2014.